# Nancy Baym
Nancy Baym é uma especialista em comunicação estadunidense conhecida por suas pesquisas sobre comunicação mediada por computador. É pesquisadora na Microsoft e foi professora da Universidade do Kansas. Foi uma das fundadoras e presidente da Associação de Pesquisadores da Internet.